# Myeong-Hee Yu
Myeong-Hee Yu (Seoul, 5 de setembro de 1954) é uma microbióloga sul-coreana. 
Em julho de 2010, por nomeação do então presidente Lee Myung-bak, Yu foi indicada como secretária do gabinete de futuro planejamento estratégico, onde trabalhou até fevereiro de 2013.
Em 1998, ela foi agraciada com o Prêmio L'Oréal-UNESCO para mulheres na ciência por seu trabalho com microbiologia.

## Biografia
Yu nasceu em Seoul, em 1954. Seu interesse por ciência começou quando estava ainda na escola. Em 1977, ela se graduou com bacharelado em Ciências e Microbiologia pela Universidade Nacional de Seul. Em 1982, obteve o doutorado na mesma área pela Universidade da Califórnia em Berkeley, nos Estados Unidos. Em 1985, concluiu o estágio de pós-doutorado pelo Massachusetts Institute of Technology (MIT).

## Carreira
Após retornar à Coreia do Sul, Yu trabalhou no Instituto de Biociência e Biotecnologia da Coreia até 2000. Depois, ela começou seu trabalho como principal cientista do Instituto de Ciência e Tecnologia da Coréia. Boa parte de seu trabalho se concentra em desvendar a estrutura da proteína alfa-1 antitripsina, uma proteína da família das serpinas. Sua pesquisa descobriu quais aminoácidos podem suprimir certos tipos de mutações, que levam a erros em codificação de proteínas. Ela também patenteou a muteína alfa-1 antitripsina com uma ligação dissulfeto e o método para prepará-la juntamente com seu grupo de pesquisa.
Yu teve vários trabalhos publicados em revistas de renome como a Nature, na Proceedings of the National Academy of Sciences of the United States of America,, entre outros, tendo um grande volume de citações nas áreas de bioquímica, genética, biologia molecular, imunologia e microbiologia.
Yu trabalhou como diretor do Centro de Proteômica Funcional, parte do programa de pesquisa e desenvolvimento do século XXI do Instituto de Ciência e Tecnologia da Coreia, de julho de 2002 a julho de 2010. Em 2010, foi indicada como secretária geral do gabinete de assuntos de desenvolvimentos futuros, onde deveria supervisionar políticas nacionais sobre ciência e tecnologia e ajudar a promover uma economia e tecnologias verdes e de baixa emissão de carbono.
Foi também presidente da Sociedade Coreana de Biofísica de 2009 a 2010 e presidente da Organização Coreana do Genoma, em 2010.